# Гоголь-моголь

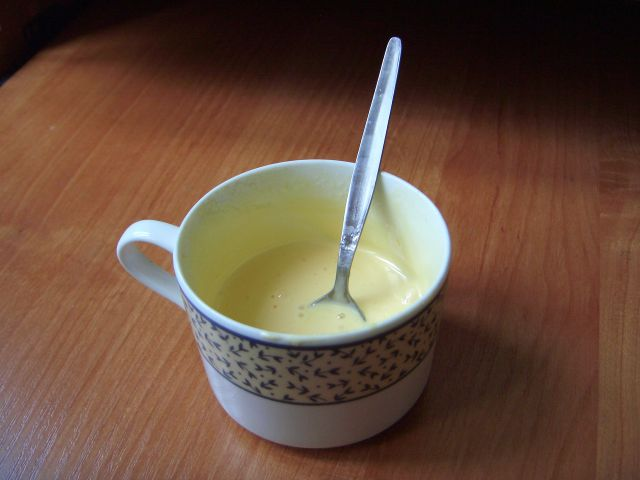
Гоголь-моголь

И к полосатым

Бежит он тигрятам,

И к бедным горбатым

Больным верблюжатам,

И каждого гоголем,

Каждого моголем,

Гоголем-моголем,

Гоголем-моголем,

Гоголем-моголем потчует.
Го́голь-мо́голь (гогель-могель, гогаль-могаль, от англ. hug-mug, hugger-mugger либо пол. kogel-mogel или нем. Kuddelmuddel — «мешанина») — сладкое блюдо из взбитых с сахаром или сахарной пудрой яиц. Гоголь-моголь пользовался популярностью в России в XVII—XIX веках, считался популярным детским лакомством.
В некоторых рецептах в гоголь-моголь добавляют алкогольные напитки. Е. А. Авдеева в «Полной поваренной книге русской опытной хозяйки» 1875 года дала рецепт «пунша из яиц гоголь-моголь» из двух взбитых добела с сахаром яичных желтков, в стакан с которыми влить рюмку рома и дополнить горячим чаем. В. В. Похлёбкин предлагал добавлять в гогель-могель чайную ложку рома или коньяка. В советском рецепте 1959 года для гоголь-моголя требуется лимонная или апельсиновая цедра, а также апельсиновый ликёр, ром или вино розовый мускат. Во фруктовый гоголь-моголь добавляют полстакана фруктового сока, в медовый — несколько ложек мёда, в южный — крепкого кофе. В Шотландии получил распространение напиток «яичное пиво», который готовят из яиц с молоком или сливками, в него также добавляют фруктовые соки, сиропы, мороженое и сервируют с компотом.
Существует несколько легенд возникновения гоголь-моголя. В одной из них певчий могилёвской синагоги Гогель именно так лечил горло: «Взять сыру яичку и кокнуть в кружку, покрошить хлеба, посолить и взболтать». Во второй версии графиня Бронислава Потоцкая из Большой Своротвы несколько модернизировала рецепт, заменив соль и чёрный хлеб на мёд, и переименовала его из «гогель-могель» в «гоголь-моголь». По ещё одной версии, устоявшейся в источниках на русском языке, изобретение коктейля приписывается некоему немецкому кондитеру Манфреду Кёкенбауэру, экспериментировавшему с консервированием сладостей, тем не менее, немецких источников о кондитере — изобретателе гоголь-моголя с таким именем не обнаруживается. В немецком языке гоголь-моголь называется сахарным яйцом (нем. Zuckerei), вариант «гоггельмоггель» (нем. Goggelmoggel) употребляется в некоторых регионах, а кроме того, такое имя носит в немецком переводе Шалтай-Болтай в сказке Льюиса Кэрролла «Алиса в Стране чудес».
Однокурсник А. С. Пушкина И. И. Пущин вспоминал «историю гогель-могеля, которая сохранилась в летописях Лицея», о том, как несколько учащихся, в том числе и Пушкин, затеяли выпить гогель-могеля с ромом. Необыкновенное оживление, шумливость и беготню по причине «чересчур подействовавшего» рома заметил гувернёр. Назначенное лицеистам наказание включало две недели стояния на коленях во время утренней и вечерней молитв, смещение на последние места за обеденным столом и занесение фамилий нарушителей в чёрную книгу. В рассказе А. И. Куприна «Гоголь-моголь» 1915 года именитый оперный бас вспоминает, как в начале творческого пути, будучи певцом в хоре в приволжском городишке, решился на сольное выступление на эстраде, на благотворительном концерте в дворянском собрании. От волнения ему посоветовали перед концертом принять гоголь-моголь, но он не знал, «что это за штука таинственная и из чего она делается». У коллеги по хору, тихого неудачника-пьяницы удалось выяснить, что «гоголь-моголь делается просто. Берётся коньяк, сахар, лимон, яйца. И всё». Будущий концертант купил полбутылки коньяку, пяток печёных яиц, два лимона и фунт сахару и всё это перед концертом проглотил. В возбуждённом от алкоголя состоянии от конфуза и робости певец забыл все разученные для концерта романсы и исполнил песню «Два гренадера» Р. Шумана на слова Г. Гейне, и так хорошо, что она оказалась первым и оглушительным успехом в его певческой карьере.